# The Girls (chanson)
Pour les articles homonymes, voir The Girls.
Singles de Calvin Harris
Acceptable in the 80s
(2007) Merrymaking at My Place
(2007)
Pistes de I Created Disco
This Is the Industry Acceptable in the 80s
The Girls est une chanson du platiniste et producteur écossais Calvin Harris sorti le 4 juin 2007.

## Liste des pistes
| 1. | The Girls (Radio Edit)                  | 3:52 |
| 2. | Rock N Roll Attitude                    | 3:19 |
| 3. | The Girls (Groove Armada Remix)         | 8:04 |
| 4. | The Girls (Micky Slim's Bomb Squad Mix) | 7:09 |

| 1. | The Girls (Album Version)               | 5:15 |
| 2. | Rock N Roll Attitude                    | 3:19 |
| 3. | The Girls (Micky Slim's Bomb Squad Mix) | 7:09 |

| 1. | The Girls (Groove Armada Remix) | 8:04 |
| 2. | The Girls (Groove Armada Dub)   | 7:47 |

| 1. | The Girls (Pete Tong Radio 1 Session) | 5:11 |

## Classement par pays
| Classement (2007)             | Meilleure position |
| ----------------------------- | ------------------ |
| Australie Classement single   | 33                 |
| Irlande Classement single     | 23                 |
| Royaume-Uni Classement single | 3                  |